# Manuel Quintas de Almeida
Manuel Quintas de Almeida (ur. 1957, zm. 26 grudnia 2006 w Lizbonie) – saotomejski wojskowy, tymczasowy prezydent Wysp Świętego Tomasza i Książęcej od 15 do 21 sierpnia 1995 roku.
W latach 70. XX wieku należał do młodzieżówki Ruchu Wyzwolenia Wysp Świętego Tomasza i Książęcej-Partii Socjaldemokratycznej. W 1978 został przeszkolony w zakresie obsługi artylerii powierzchniowej w Escola Comandante Benedito w Luandzie. Później był członkiem ochrony prezydenta Manuela Pinto da Costy. Służył w armii, gdzie doszedł do stopnia lejtnanta wojsk lądowych. Przewodził grupie wojskowych, która 15 sierpnia 1995 odebrała władzę prezydentowi Miguelowi Trovoadzie. Ruch ten jednak spotkał się z oporem państw Afryki i saotomejskich partii politycznych. Już po tygodniu musiał zwrócić władzę prezydentowi wskutek zawartego porozumienia. Zmarł w 2006 roku podczas wizyty w Portugalii.